# Song Hae-sung
Song Hae-sung (송해성, nascut l'11 d'octubre de 1964) és un director de cinema i guionista de Corea del Sud.

## Carrera
Song va debutar al llargmetratge l'any 1999 amb el romanç de viatge en el temps  Calla , protagonitzat per Song Seung-heon i Kim Hee-sun, però no es va fer més conegut fins a l'èxit de la seva segona pel·lícula, Failan (2001). Protagonitzada per Choi Min-sik i Cecilia Cheung, la pel·lícula tracta d'un pinxo que troba un propòsit a la vida després de descobrir l'amor veritable, i va guanyar elogis tant del públic com de la crítica pel seu retrat simpàtic de la debilitat i profunds defectes que hi ha darrere de la façana de fatxenda dels homes coreans. Song va guanyar dos premis al millor director, dels Blue Dragon Film Awards de 2001 i dels Grand Bell Awards de 2002, consolidant-lo com una força important del cinema coreà.
El seu projecte ambiciós de l'any 2004 va ser Rikidozan , un biòpic sobre Rikidōzan, un llegendari lluitador coreà ètnic que es va convertir en un heroi nacional al Japó a la dècada de 1950, protagonitzat per Sol Kyung-gu al paper principal. Malgrat la seva decepcionadora taquilla, Song va rebre el seu segon Grand Bell Award al millor director el 2005.
El 2006, va fer una adaptació cinematogràfica de la novel·la més venuda de Gong Ji-young Our Happy Time. Protagonitzada per Lee Na-young i Kang Dong-won, Urideul-ui haengbok-han shigan se centra en la relació entre una dona suïcida i l'home que visita al corredor de la mort. Un melodrama menys sobre l'amor que sobre la compassió, la pel·lícula va ser un èxit i va atreure més de 3 milions d'espectadors i es va convertir en la setena pel·lícula nacional més popular del 2006. Tot i que es va negar rotundament quan es va acostar per primera vegada a dirigir un remake del clàssic noir de Hong Kong de John Woo A Better Tomorrow, Song finalment va decidir fer una versió giratòria sobre Corea del Sud al voltant de la fraternitat i els desertors de Corea del Nord. A Better Tomorrow (també coneguda com Invincible, 2010) era protagonitzada per Song Seung-heon, Joo Jin-mo, Kim Kang-woo, i Jo Han-sun, i el director Song va descriure la pel·lícula com un drama més que una pel·lícula d'acció, "impulsada per la interacció emocional entre els personatges, i l'acció està allà per augmentar i expressar la tensió dramàtica."
El 2013 va adaptar una altra novel·la, Aging Family de Cheon Myung-gwan, sobre un trio de germans adults perdedors que s'embarquen en una sèrie de desventures després de tornar a viure a casa de la seva mare. Song va dir que la imatge que li va passar pel cap mentre feia la pel·lícula era un bol d'estofat de pasta de mongetes adornat amb cinc culleres, simbolitzant una família problemàtica però amorosa. Protagonitzada per Youn Yuh-jung, Yoon Je-moon, Park Hae-il, Gong Hyo-jin i Jin Ji-hee a la comèdia de situació (basada en un treball de Cheon Myeong-kwan Boomerang Family, Song va fer broma dient que es tractava d'una "família de baix pressupost" Avengers."

## Filmografia
- Susan Brinkui arirang (1991) - guionista
- The Story Inside the Handbag (1991) - director ajudant
- The Rules of the Game (1994) - director ajudant
- Bon too kil (1996) - guionista, director ajudant
- Calla (1999) - director
- Raybang (2001) - actor
- Failan (2001) - director, screenplay
- Rikidozan (2004) - director, guionista, script editor
- Urideul-ui haengbok-han shigan (2006) - director
- A Better Tomorrow (2010) - director
- Go-ryeong-hwa-ga-jok (2013) - director, guionista